# Riverside (Alabama)
Riverside es un pueblo ubicado en el condado de St. Clair en el estado estadounidense de Alabama. En el censo de 2000, su población era de 1564.

## Demografía
En el 2000 la renta per cápita promedia del hogar era de $ 34.813$, y el ingreso promedio para una familia era de 43.456$. El ingreso per cápita para la localidad era de 18.932$. Los hombres tenían un ingreso per cápita de 32.604$ contra 21.920$ para las mujeres.
La distribución por razas de la ciudad era 85.10% blancos, 12.40% negros o afroamericanos, 0.83% americanos nativos, 0.13% asiáticos, 0.51% de otras razas, y 1.02% a partir de dos o más razas. 0.96% de la población eran hispanos o latinos de cualquier raza.

## Geografía
Riverside está situado en 33°36′52″N 86°12′2″O / 33.61444, -86.20056 (33.614465, -86.200678).
Según la Oficina del Censo de los EE. UU., la ciudad tiene un área total de 10.57 millas cuadradas (27.39 km²).